# USS Baltimore (1982)

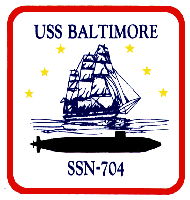
Het insigne van de atoomonderzeeër

De USS Baltimore (SSN-704) was een Los Angelesklasse-kernonderzeeër en kreeg als zesde boot in de United States Navy de naam van de stad Baltimore. 
Het bouwcontract werd gegund aan de divisie Electric Boat van General Dynamics in Groton, Connecticut op 31 oktober 1973.

## Geschiedenis
De kiel werd gelegd op 21 mei 1979. De tewaterlating gebeurde op 13 december 1980 en de scheepsdoop door Mrs. Marjorie S. Holt, en in dienst gesteld op 24 juli 1982, met kapitein-ter-zee Michael D. Bradley als bevelhebber.
De USS Baltimore werd na 16 jaar dienst uit dienst genomen en verwijderd van de Marinescheepslijst op 10 juli 1998. Ze was verouderd. De ex-Baltimore werd na haar dienstregeling vervangen en de volkomen nucleaire aangedreven onderzeeboot werd ontmanteld en voor hergebruik aangepakt door het Submarine Recycling Program (SRP), het Onderzeeboot Hergebruikprogramma in Bremerton, Washington.